# Sphyraena acutipinnis
Sphyraena acutipinnis is een straalvinnige vissensoort uit de familie van de Barracuda's (Sphyraenidae). De wetenschappelijke naam van de soort is voor het eerst geldig gepubliceerd in 1876 door Day.